# Parador de Nerja
El Parador de Nerja es uno de los alojamientos turísticos perteneciente a la red de Paradores de Turismo, situado en la localidad de Nerja en la provincia andaluza de Málaga, en España.

## Características
El edificio es de corte moderno construido en 1965. A lo largo de los años ha sido reformado y ampliado aumentado la oferta de plazas hoteleras en el municipio malagueño. Ubicado sobre un acantilado junto al mar con la playa Burriana a sus pies, a la que los clientes alojados pueden acceder mediante un ascensor semipanorámico.
El Parador dispone de 98 habitaciones, la mayoría con vistas al mar y terraza.